# Cyrtophorina gorgonensis
Cyrtophorina gorgonensis är en tvåvingeart som beskrevs av Brown 2006. Cyrtophorina gorgonensis ingår i släktet Cyrtophorina och familjen puckelflugor.
Artens utbredningsområde är Colombia. Inga underarter finns listade i Catalogue of Life.